# バヌアツ時間
バヌアツ時間（バヌアツじかん、Vanuatu Time - VUT）は、バヌアツ共和国で使用されている協定世界時 (UTC) を11時間進ませた標準時である(UTC+11)。夏時間は実施されていないが、過去には1983年から1993年までの間UTC+12が夏時間として使用されていた。

## IANA time zone database
IANA time zone databaseのzone.tabには、バヌアツの標準時が1つ含まれている。
| 国コード | 座標        | TZ            | 注釈 | 協定世界時との差 | 夏時間 | 備考 |
| -------- | ----------- | ------------- | ---- | ---------------- | ------ | ---- |
| VU       | −1740+16825 | Pacific/Efate |      | +11:00           | +11:00 |      |